# Slatina (Boêmia Central)
Slatina é uma comunas checa localizada na região da Boêmia Central, distrito de Kladno.